# سليمان بن محمد آل حميد
سليمان بن محمد بن غرير آل حميد الخالدي سادس حكام دولة بني خالد

## نسبه الكامل
هو سليمان بن محمد بن غرير بن عثمان بن سعدون بن ربيع ال حميد من قبيلة بني خالد، سادس حكام دولة بني خالد

## بدايه حكمه
تولى الحكم بعد وفاة اخيه علي بن محمد بن غرير آل حميد حيث كان الساعد الأيمن لأخيه علي وبعد وفاته تمكن من تصفية المعارضة مؤقتاً، وانفرد بالزعامة الخالدية التي وصل نفوذها في عهده إلى ما يقارب عهد شقيقه سعدون. وفي عهده ظهرت دعوةالشيخ محمد بن عبد الوهاب في نجد التي باشر فيها دعوة الأصلاح الديني حيث نقلت الى سليمان بطريقة غير صحيحة مما ادى آلى استيضاح الموضوع من والي العيينة وطلبه من ابعاد الشيخ من العيينه

## فترة حكمه
حكم من عام 1142هـ إلى 1166هـ

## وفاته
في آخر حياته آثر الأبتعاد عن السلطة وتوجه إلى إقليم الخرج حيث اتخذه منفىً اختيارياً له بسبب خشيته على نفسه. وقد توفي في سنة 1166هـ/1753م في الخرج بعد فترة قصيرة من إقامته فيها.

### فِهرِس المراجع
| سليمان بن محمد آل حميد |                                        |                    |
| سبقه علي بن محمد       | أُمراء دولة بني خالد الأولى 1736 - 1752 | تبعه عريعر بن دجين |